# Briseñas de Matamoros
Briseñas de Matamoros («Briseñas» refiere a ‘lugar de brisas’ por su cercanía a los ríos Lerma y Duero) es una localidad mexicana del estado de Michoacán de Ocampo, cabecera del municipio de Briseñas. Antiguamente la localidad era conocida como «Villa de Cárdenas». Se encuentra a una distancia de 156 km de la capital del estado.

## Historia
La historia de la localidad es relativamente reciente. Fue una hacienda a la que la Ley Territorial del 11 de septiembre de 1932, le otorgó la categoría de tenencia dentro del municipio de Vista Hermosa. Durante el gobierno de Lázaro Cárdenas, al aplicarse la reforma agraria y efectuarse los repartos de la tierra, a los campesinos de este lugar les fueron entregadas 2726 hectáreas. Años más tarde, el congreso del Estado de Michoacán estableció en 1959 la formación del municipio, elevando al pueblo a categoría de cabecera, con el nombre de «Briseñas de Matamoros».

## Población
Cuenta con 4338 habitantes, lo que representa un incremento promedio de 0.35 % anual en el período 2010-2020 sobre la base de los 4193 habitantes registrados en el censo anterior. Ocupa una superficie de 1694 km², lo que determina al año 2020 una densidad de 2561 hab/km².
| Gráfica de evolución demográfica de Briseñas de Matamoros entre 2000 y 2020 |
|                                                                             |
| Fuente: Instituto Nacional de Estadística Geografía e Informática           |

En el año 2010 estaba clasificada como una localidad de grado medio de vulnerabilidad social.
La población de la localidad está mayoritariamente alfabetizada (3.43 % de personas analfabetas al año 2020) con un grado de escolarización en torno de los 8.5 años. Solo el 0.18 % de la población se reconoce como indígena.

## Monumentos históricos

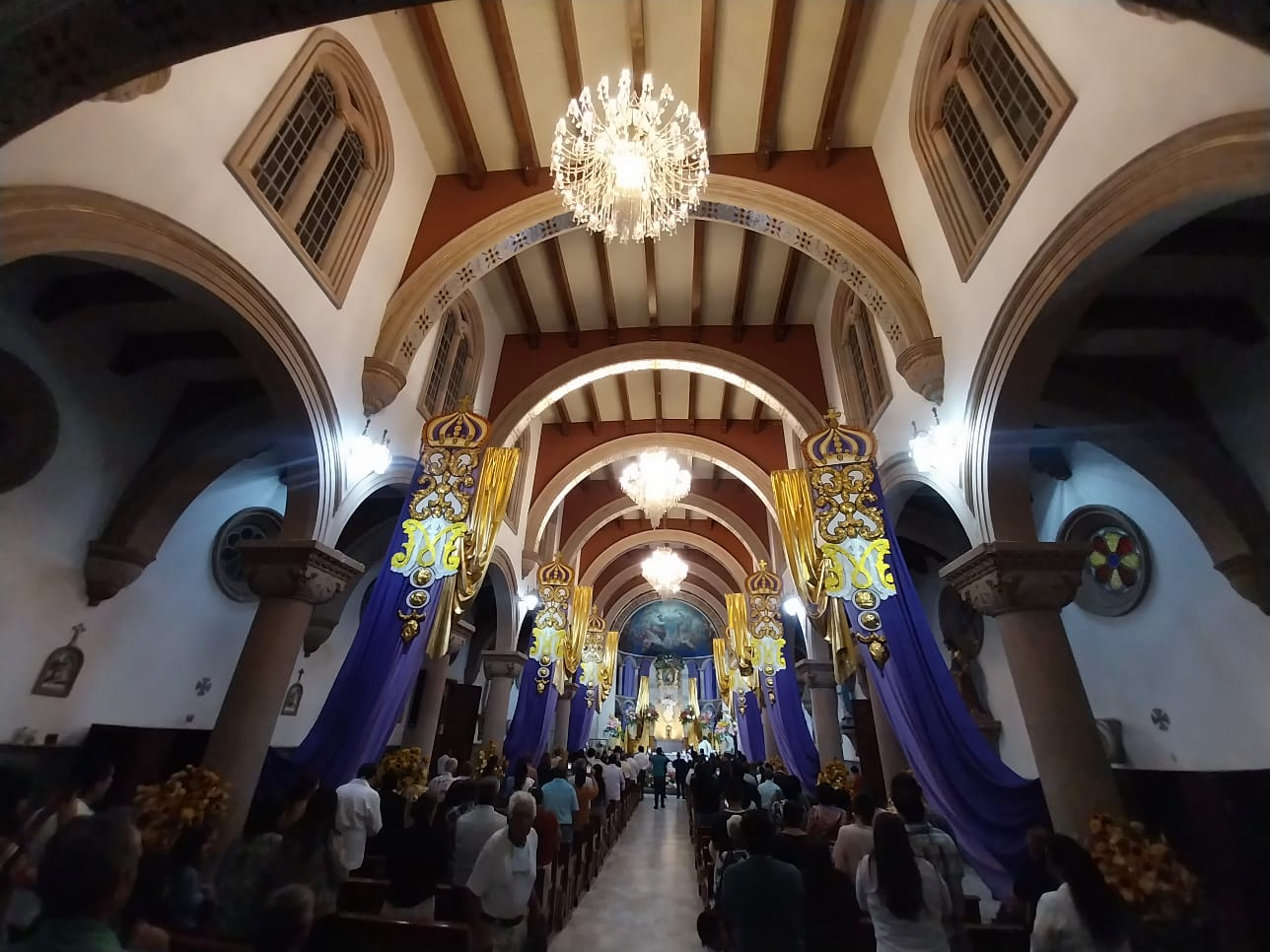
Interior de la Parroquia de Nuestra Señora del Refugio, Briseñas, Michoacán, México.

En Briseñas de Matamoros se preservan por su valor arquitectónico dos edificios religiosos:
- Capilla del señor de la Agonía
- Templo de la Virgen del Refugio